# Congedo per motivi familiari
Il congedo per motivi familiari è, nei contratti di lavoro dipendente, il diritto ad usufruire di un periodo di assenza dall'attività lavorativa non superiore ai due anni, anche frazionati, a causa di gravi e documentati motivi familiari. Nel periodo di congedo il lavoratore non percepisce alcuna retribuzione né matura contributi o anzianità ai fini previdenziali, ma gli viene garantito il mantenimento del posto di lavoro.
Un successivo decreto ministeriale ha precisato quali debbano essere i gravi motivi familiari per i quali è ammissibile la richiesta di congedo.  
In base a questo decreto, il congedo è ammissibile a seguito delle conseguenze del decesso o dalle necessità di cura o vigilanza continuativa per malattia, o ancora necessità di assistenza in caso di tenera età o ridotta autosufficienza di uno dei soggetti facenti parte della famiglia.
I soggetti facenti parte della famiglia a questi fini sono i conviventi, i parenti di primo grado non conviventi (anche acquisiti), ed i parenti di grado fino al terzo se portatori di handicap.
Il congedo è anche applicabile per le situazioni di grave disagio personale dello stesso lavoratore dipendente, fatta eccezione per la condizione di malattia, regolate da altra normativa.